# Gelderse Poort (natuurgebied)
De Gelderse Poort is een grensoverschrijdend natuurgebied in Nederland en Duitsland, tussen Nijmegen, Kleve, Arnhem en Emmerik langs de oevers van de Waal, Bijlandsch Kanaal, Pannerdens Kanaal, Nederrijn en Rijn. Het is vernoemd naar de plek waar de Rijn zich door een tijdens de ijstijd gevormde stuwwal heen werkt en zich begint te splitsen. Dit is in feite het begin van de Rijndelta.

## Ontstaan
De Gelderse Poort bevindt zich tussen de stuwwallen Montferland (met de Elterberg) en het Rijk van Nijmegen met Reichswald. Deze zijn gevormd in het Saalien (voorlaatste ijstijd) en waren toen met elkaar verbonden. De Rijn stroomde toen ten zuiden van de stuwwallen, ongeveer daar waar tegenwoordig het dal van de Niers is gelegen.
Toen tijdens het warmere Eemien de gletsjers smolten nam de omvang van de rivier toe en ging veel noordelijker stromen, door het dal van de huidige Oude IJssel.
Tijdens het Weichselien (laatste ijstijd) ging de Rijn ten noorden van het Montferland naar het westen stromen. De Rijn schuurde veel zand weg en deponeerde dat verder naar het westen, en ook in of nabij de huidige Noordzee.
Uiteindelijk werd de stuwwal doorbroken en werden Montferland en het Rijk van Nijmegen gescheiden. Dit nieuwe stroomdal werd door de vlechtende rivier verder uitgeschuurd en verbreed tot ongeveer 20 kilometer. Door de wind vormden zich later rivierduinen, waarop uiteindelijk menselijke nederzettingen, zoals Zyfflich en Millingen aan de Rijn, ontstonden. De rivier ging meanderen en door bochtafsnijdingen ontstonden eilanden, zoals de Düffelward. Vroegere Rijnarmen zijn de Rijnstrangen. De mens legde diverse dijken aan om de verschillende eilanden voor overstromingen te behoeden. Deze dijken hebben later, toen de rivieren zelf bedijkt werden, hun waterkerende functie verloren.

## Inrichtingscriteria
Voor de inrichting van het gebied zijn enkele criteria vastgesteld. Deze zijn:
- Er moet ruimte worden gegeven aan natuurlijke processen zodat ooibossen weer kunnen ontstaan met de daarbij horende dynamiek.
- Veel water dient bij hoogwater tijdelijk opgeslagen te kunnen worden, zodat niet al het water gelijktijdig hoeft te stromen. De uiterwaarden moeten daarvoor worden uitgediept.

Veel klei is uitgegraven, polders zijn aan de natuur overgegeven en kunnen bij hoog debiet water opslaan. Oude geulen zijn weer opengemaakt zodat naast de vaargeul de natuurlijke werking van de rivier weer plaatsvindt. De natuur krijgt daarmee een stevige impuls.
Er vinden verschillende  beheerswerkzaamheden plaats. In het Colenbrandersbos bijvoorbeeld zullen de Canadese populieren geringd worden en daardoor langzamerhand verdwijnen. Ook zijn enkele diersoorten uitgezet.
Omdat de rivier natuurlijker wordt, krijgen vissen als de Europese zalm, de Europese meerval, de Noordzeehouting en mogelijk de Atlantische steur een kans.

## Ontwikkelingen
Sinds het ontstaan van het natuurgebied hebben zich verschillende ontwikkelingen voorgedaan.
- Abiotisch
  - Het Millingerduin is nieuw ontstaan rivierduin.
- Fauna
  - De zwarte ooievaar, de grote zilverreiger, de zeearend en de visarend zijn waargenomen.
  - De bevers die hier zijn uitgezet doen het uitstekend.
  - Er zijn konikpaarden en gallowayrunderen uitgezet.
  - Voor de zwarte stern is het de belangrijkste broedplek in Nederland geworden.
- Flora
  - De bijna uitgestorven zwarte populier (Populus nigra) is teruggekeerd. De zaden van deze boom ontkiemen alleen na overstroming.

## Toekomst
Voor uitbreiding van De Gelderse Poort zijn grondaankopen gepland ten zuiden van de Waal van 336 ha groot. De Gelderse Poort is een onderdeel van de ecologische verbindingszone die de Veluwe met het Duitse achterland moet gaan verbinden. Hierdoor moet het edelhert op de Veluwe uit zijn isolement komen.

## Natura2000 en Nationaal Landschap
Een gebied met een oppervlakte van 6105 ha (op Nederlands grondgebied) is aangewezen als Natura 2000-gebied (landschapclassificatie Rivierengebied, gebiedsnummer 67). In de Nota Ruimte werd de Gelderse Poort ook als Nationaal Landschap aangewezen (18 560 ha). Hier werd een groter gebied mee aangeduid dat begrensd wordt door de grens met Duitsland en de provincie Limburg.
De kernkwaliteiten van dit nationale landschap die medesturend zijn voor de gebiedsontwikkeling zijn:
- De historische landschapselementen van reliëf (oeverwallen en stroomruggen), van waterstaatsgeschiedenis (dijken, overlaten) en van defensie (waterlinies);
- De ruimtelijkheid van waardevolle open gebieden (kommen, oude bouwlanden).

## Fotogalerij

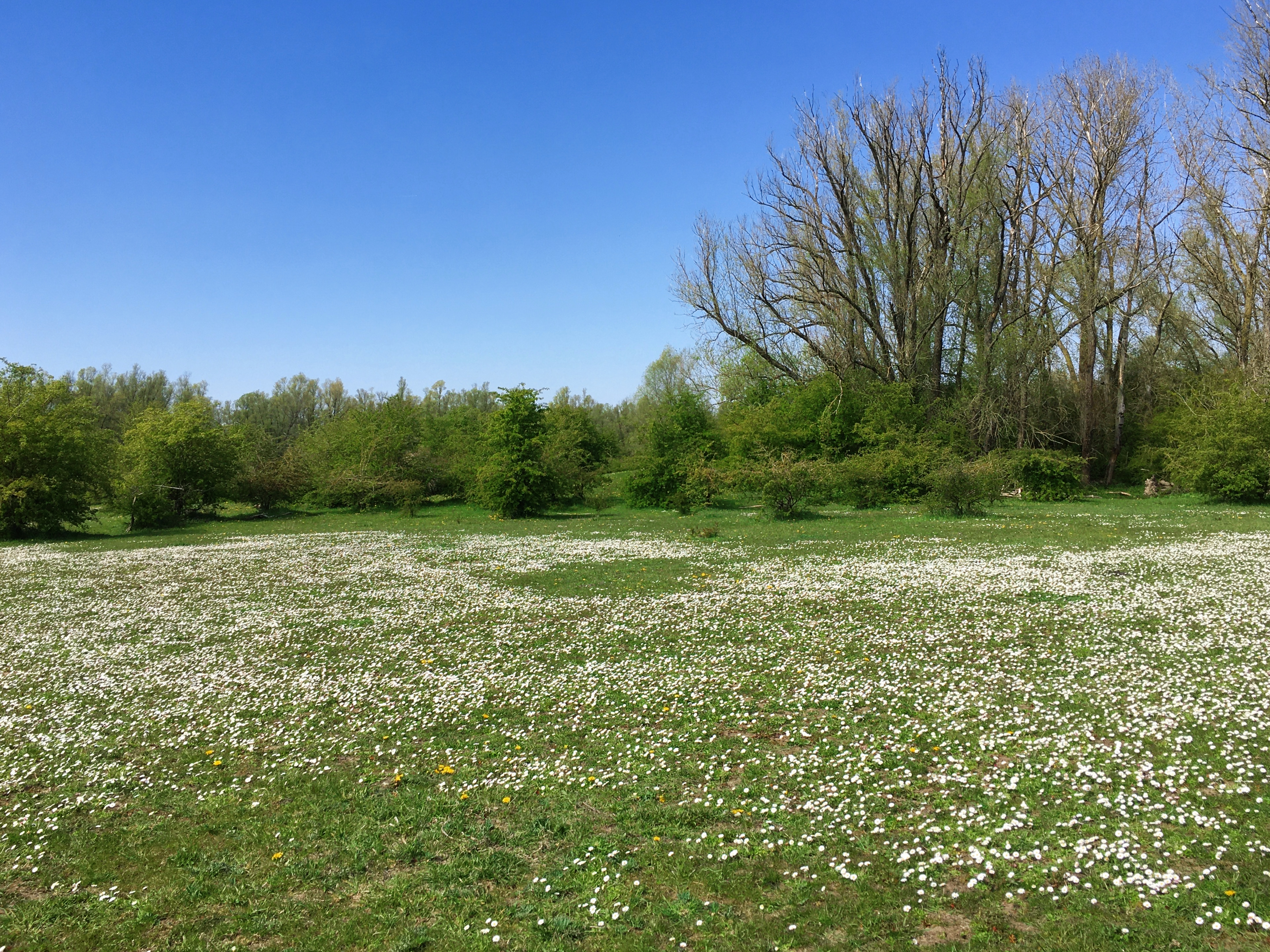
Grasland, doornstruweel en wilgenvloedbos in de Gendtse Waard
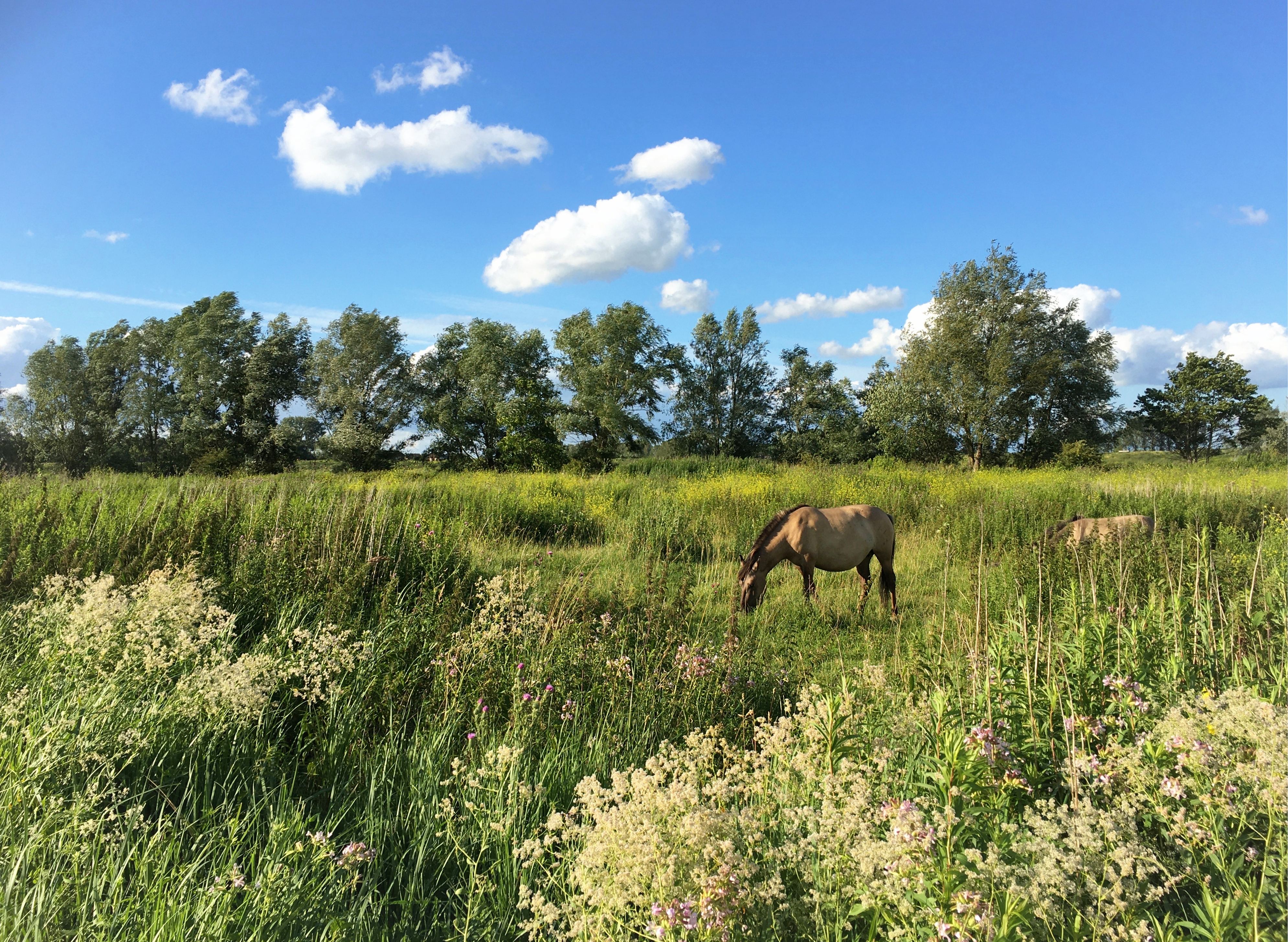
Bloemrijke ruigten in de Klompenwaard bij Doornenburg
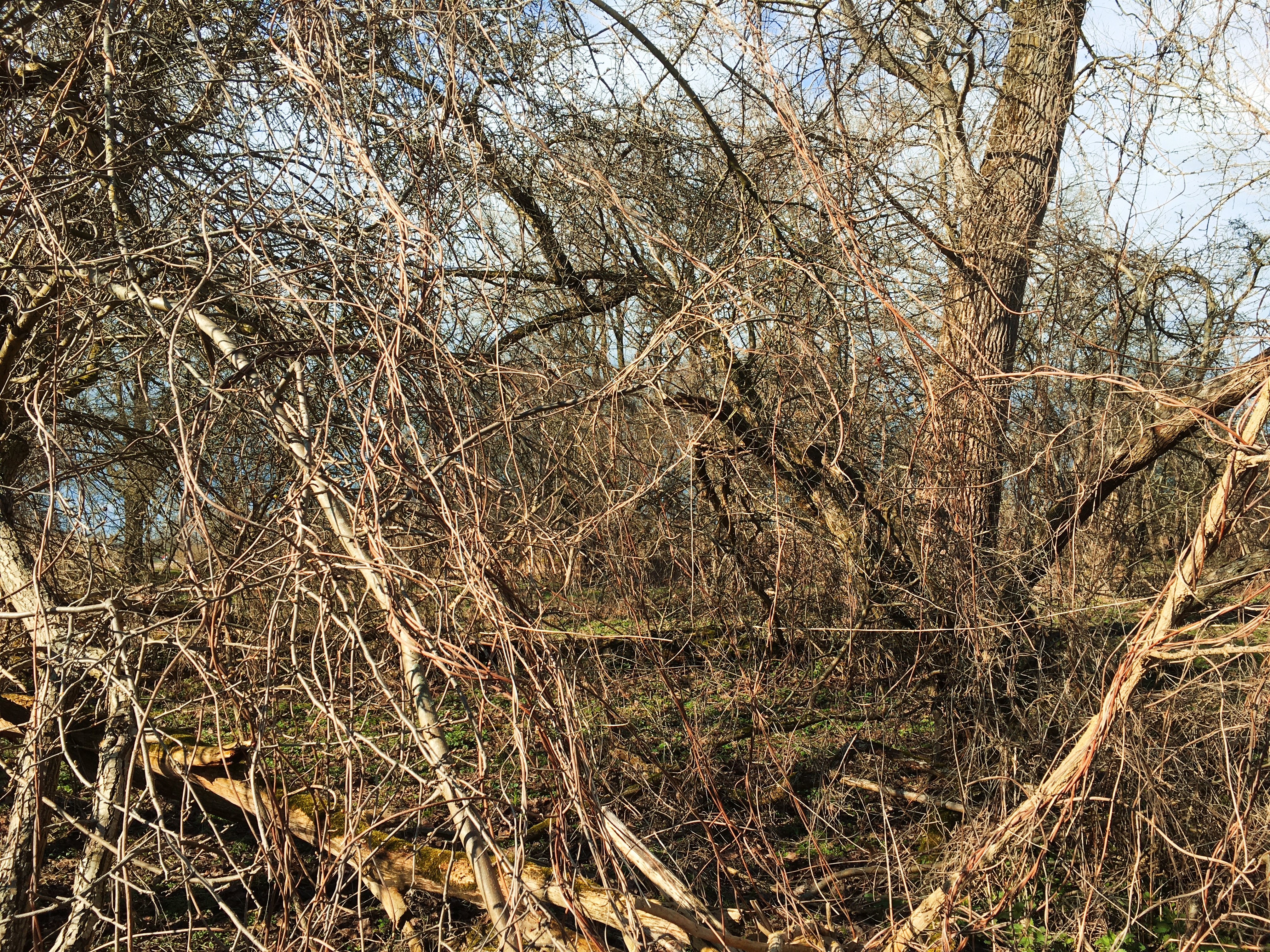
Hardhoutooibos in de Millingerwaard
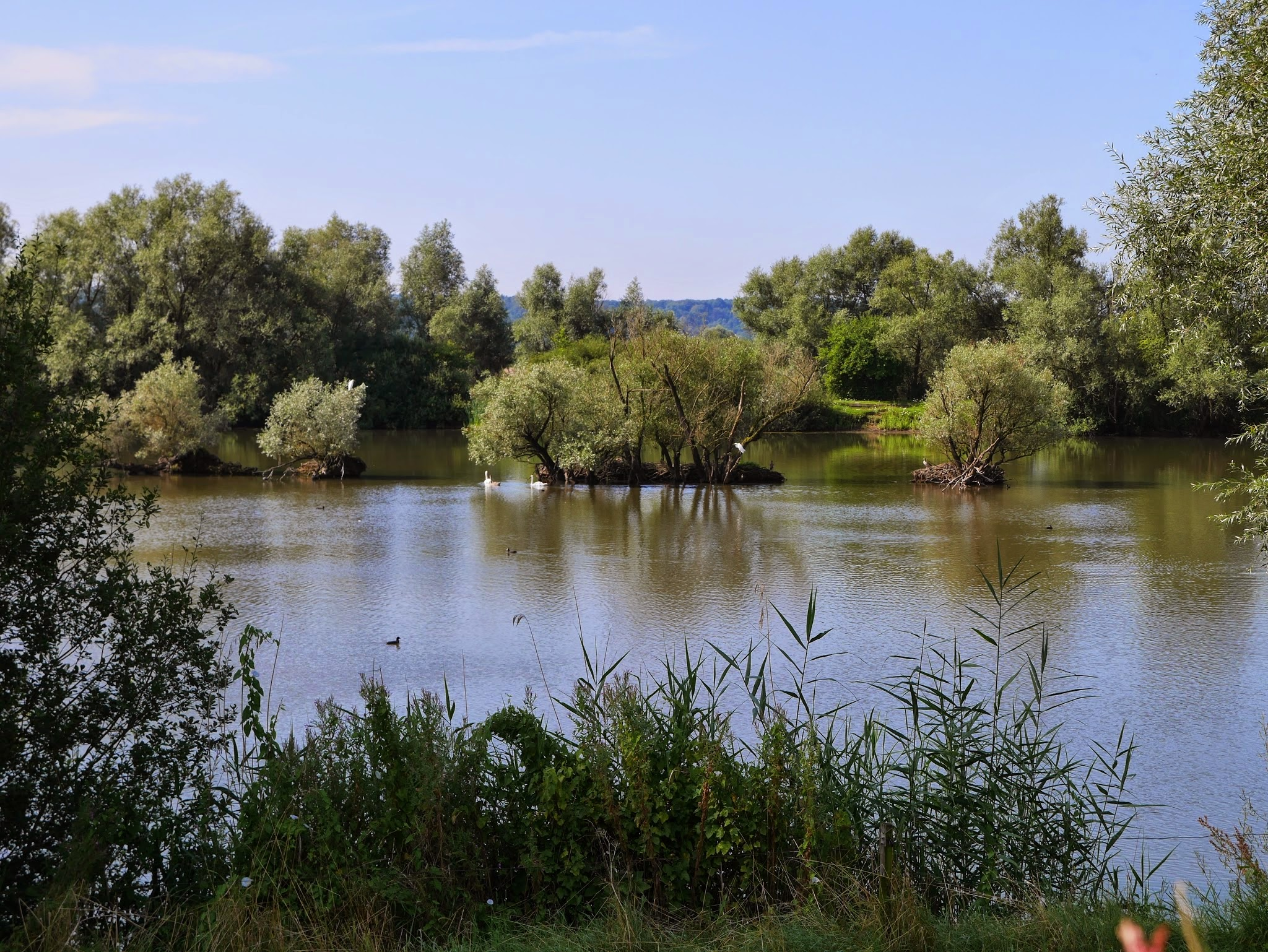
Wilgenvloedbossen en -struwelen in de Ooijpolder
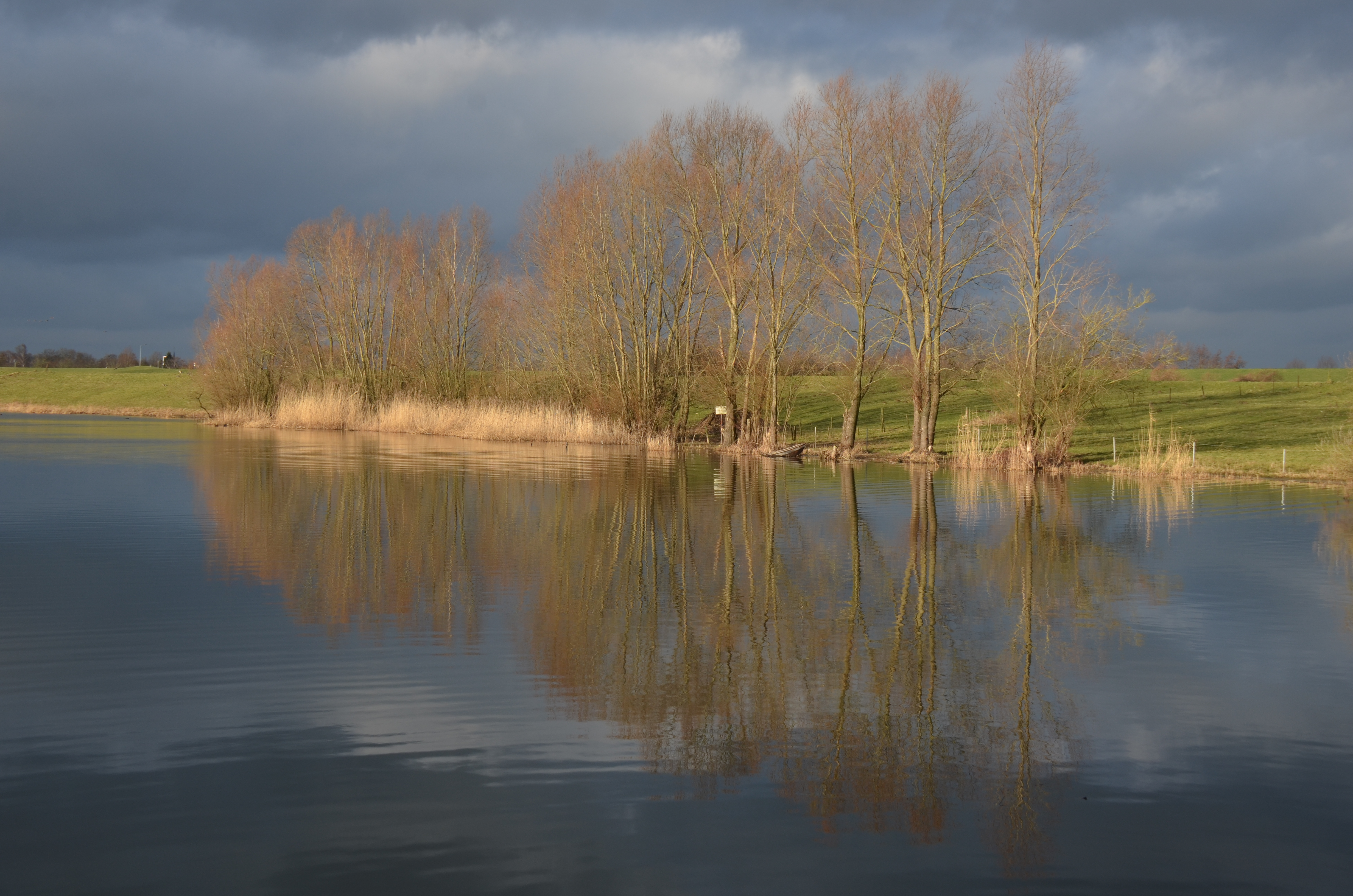
De Oude Waal bij Herwen
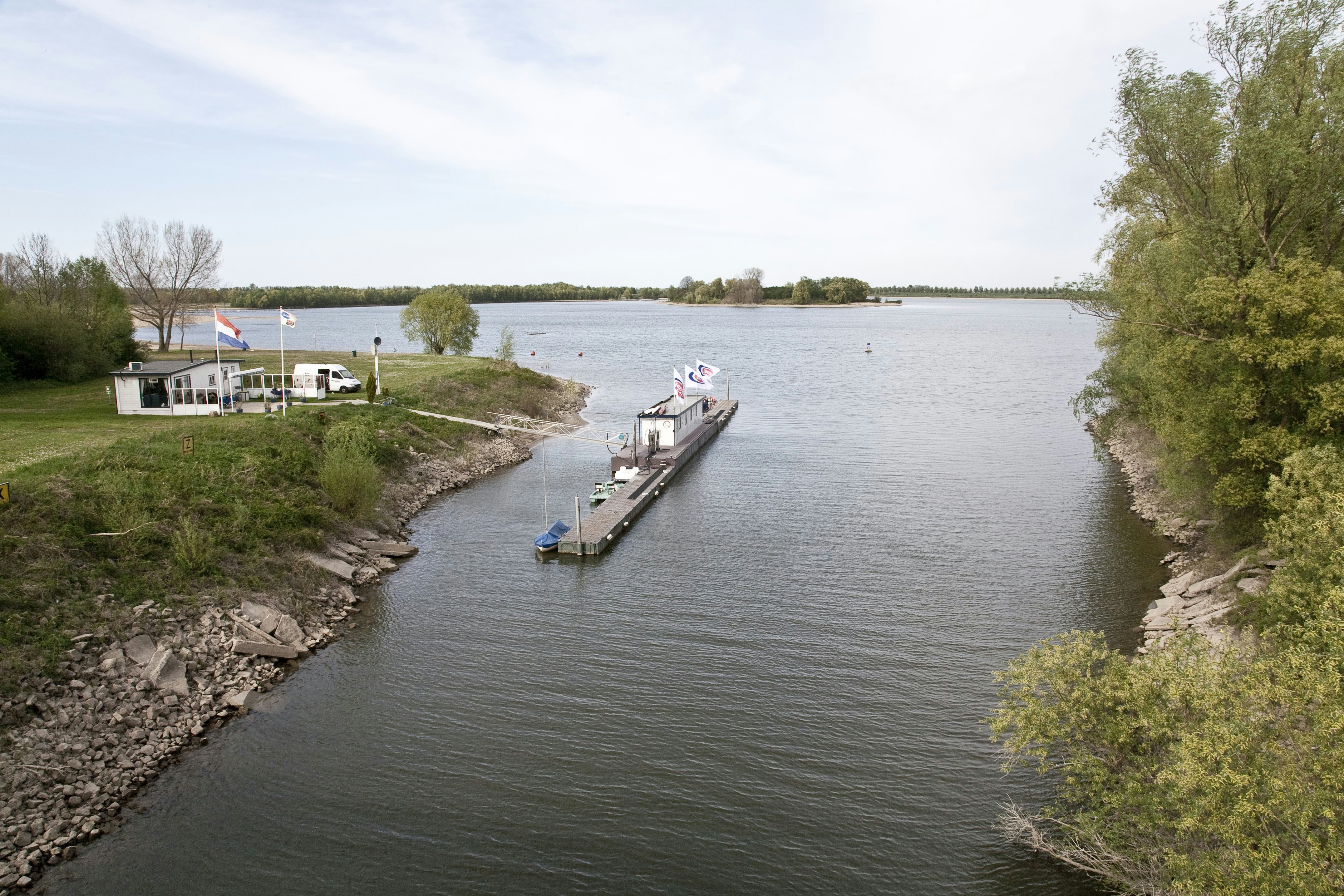
De Bijlandse Waard bij Tolkamer
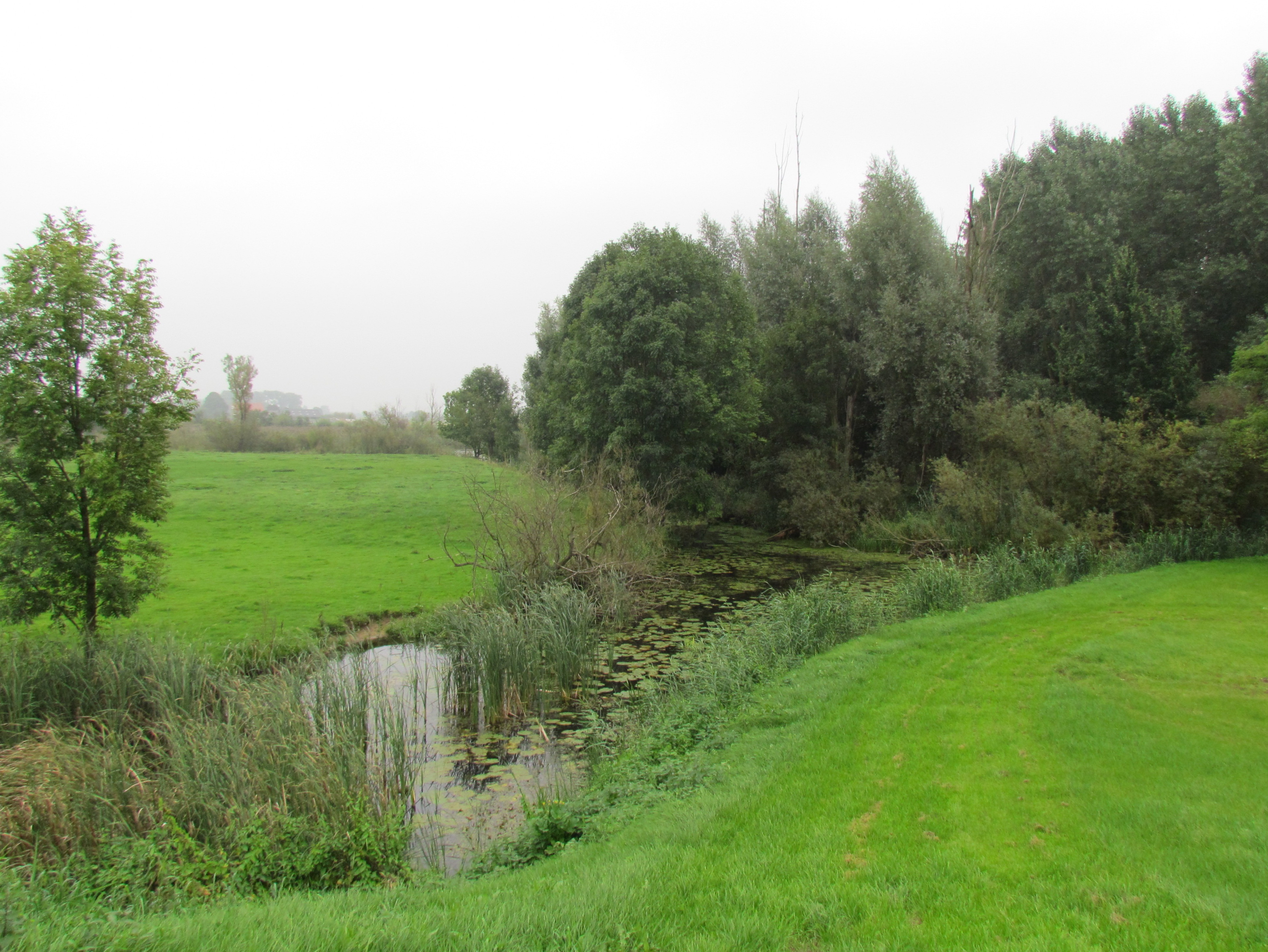
Wetering naar de Oude Rijn in de Pannerdense Waard
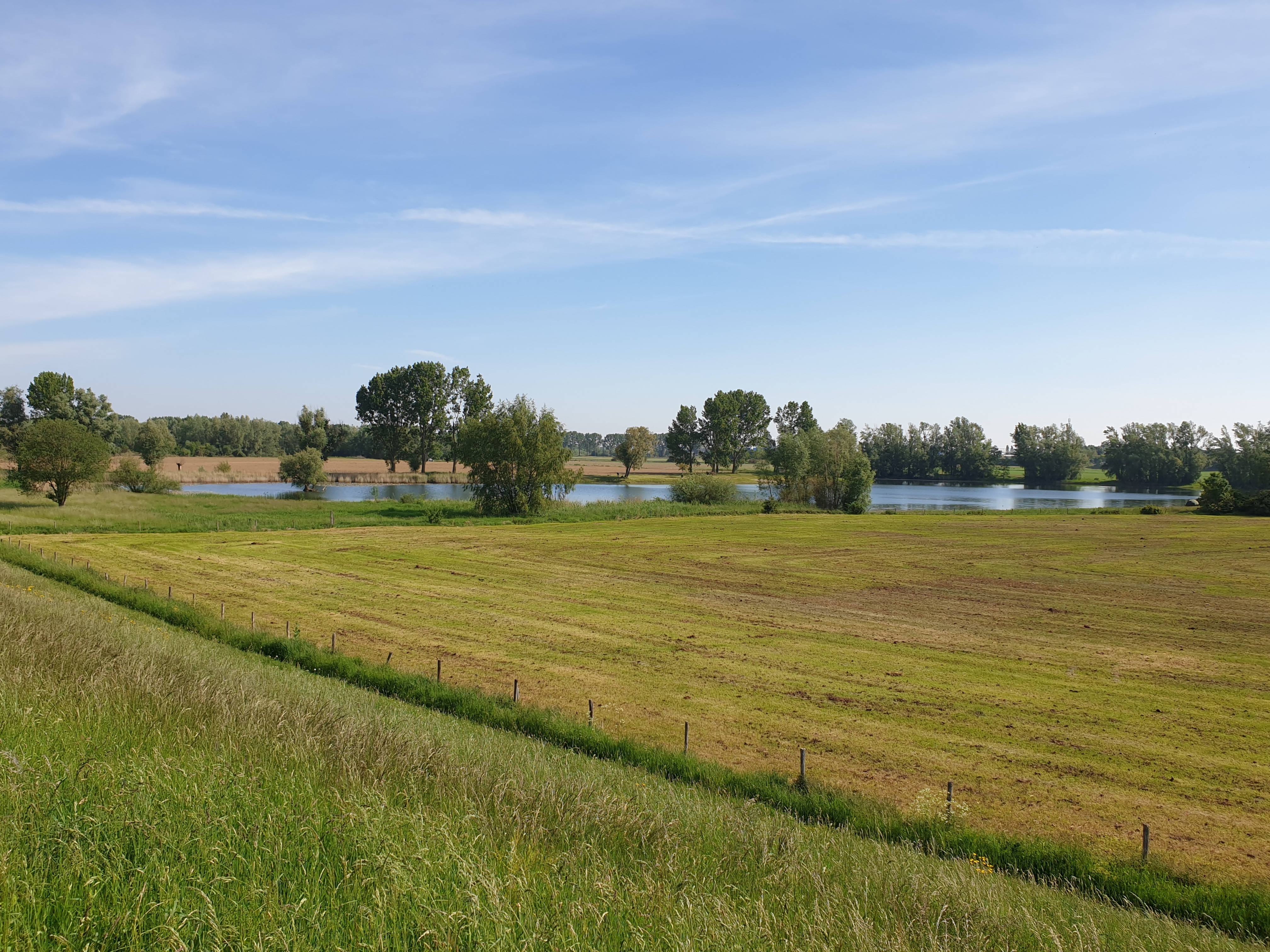
Glanshaverhooiland in de Huissensche Waarden
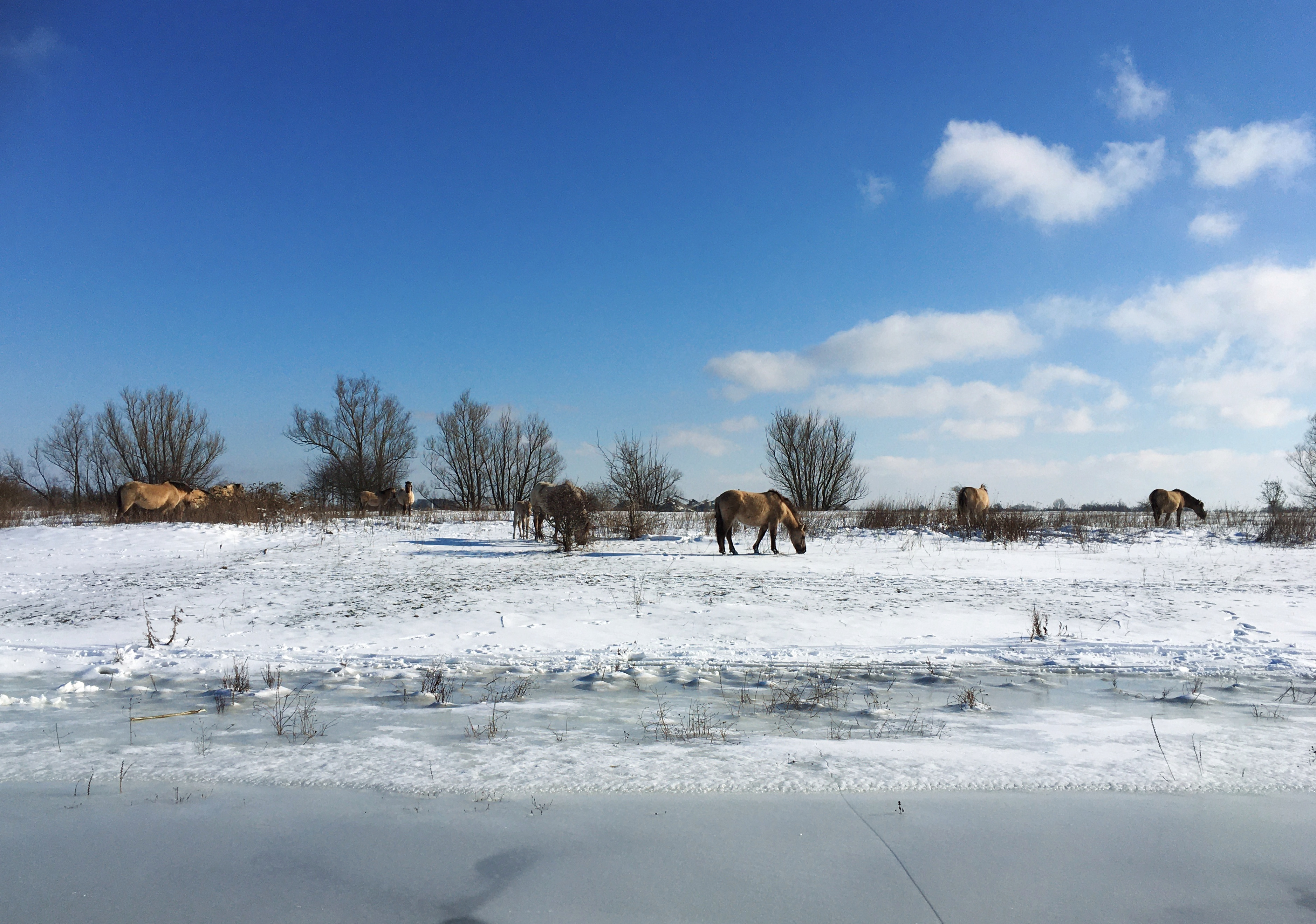
Konikpaarden in de Bemmelse Waard